# Paróquia Matriz São José (Salesópolis)

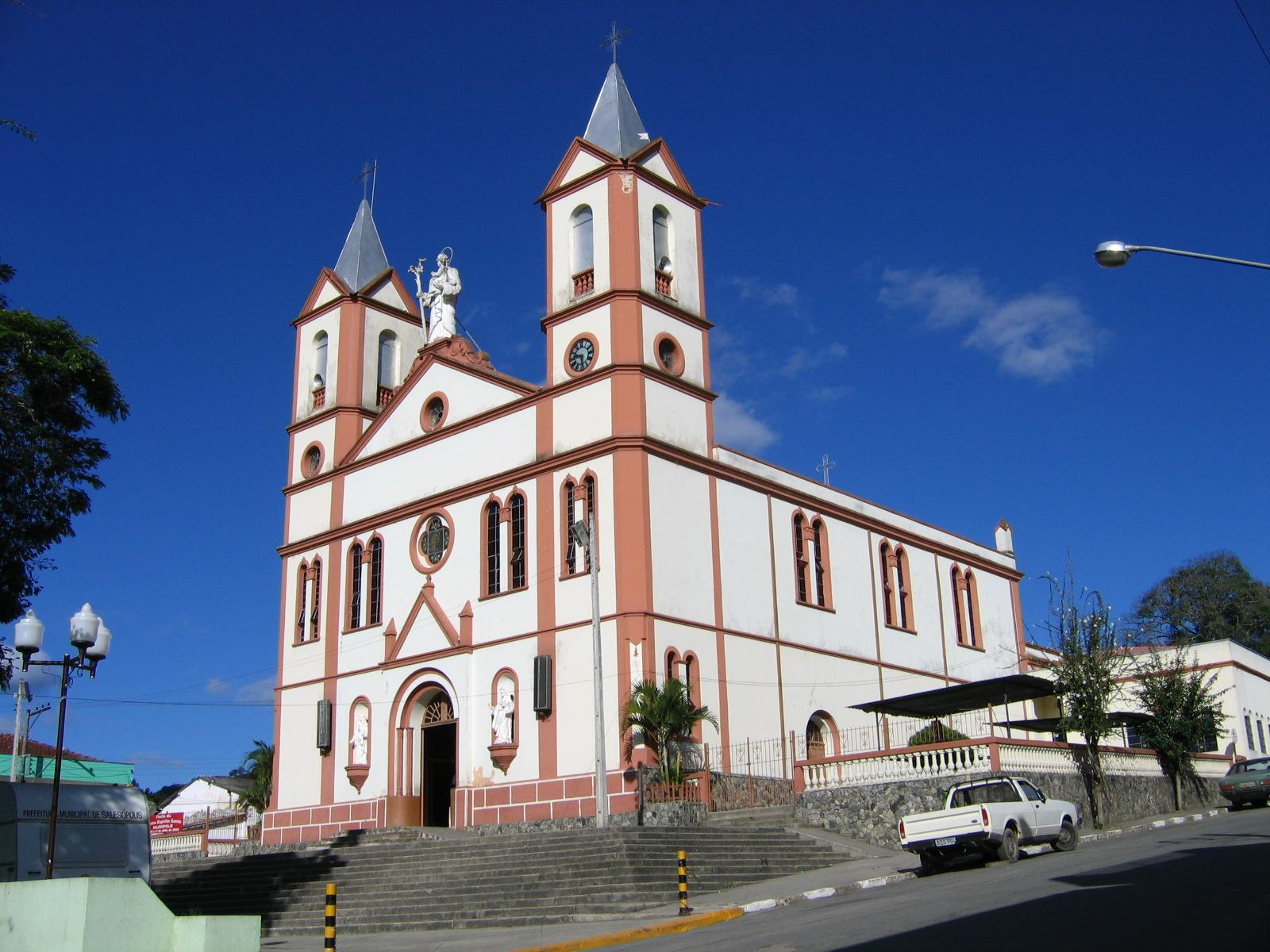
Igreja matriz de Salesópolis, localizada na Praça Padre João Menendes, 06, Centro, Salesópolis.

A Paróquia Matriz São José é uma igreja localizada na área central da cidade paulista de Salesópolis, sendo um de seus principais símbolos. É a principal obra arquitetônica do município e é visível de qualquer ponto de Salesópolis. Possui uma área de 2.125, 60 m². (dois mil, cento e vinte e cinco metros e sessenta centímetros quadrados). 
Sua construção iniciou no dia 1 de julho de 1909 e foi inaugurada no dia 30 de dezembro de 1911 pelo então Pároco Padre João Menendes, sua decoração interna foi idealizada pelo então Pároco Padre Vicente Aguiar e foi inaugurada no dia 28 de fevereiro de 1950 pelo então Bispo de Taubaté-SP Dom Francisco Borja do Amaral. No seu interior abriga belíssimas obras de arte desenhadas em suas paredes, entre afrescos e arabescos, destacando-se a célebre obra de Rafael, intitulada "O casamento de José e Maria".

## A igreja e o hino da cidade
A importância da Igreja Matriz de São José pode ser evidenciada pelo próprio hino do município, também chamado de "O Dobrado" (devido ao ritmo que cadencia a composição), que possui uma referência a ela.